# Prangos cylindrocarpa
Prangos cylindrocarpa är en flockblommig växtart som beskrevs av Jevgenij Korovin. Prangos cylindrocarpa ingår i släktet Prangos och familjen flockblommiga växter. Inga underarter finns listade i Catalogue of Life.